# قلعة بلقيس
قلعة بلقيس الأثرية أو حصن بلقيس هو أحد أكبر حصون وقلاع جمهورية إيران القديمة والذي بُنيَّ من اللبن والطين (الطوب) لذلك يُعتبَر ثاني أكبر بناء مشيداً من الطين في إيران بعد قلعة بم وفقاً للنمط المعماري القائم في العصر الساساني والواقع في مدينة بلقيس التأريخية والذي له 29 برجاً ويبلغ  ارتفاع هذه الأبراج 11متراً اما مساحة قلعة بلقيس والتي يعود تأريخ بنائها إلى 4000 آلاف عام  فتبلغ نحو 51 ألف متر مربع ويحيط بها 5 قنوات يصل عرضها 6 أمتار وعمقها 19 متراً كما ويحيط بها خندقٌ كبير، مما جعل التسلل إلى داخل الحصن أمراً في غاية الصعوبة. وتُعتبَر قلعة بلقيس أبرز وأهم معلم أثري متبقٍ من مدينة بلقيس والتي مازالت سالمة حتى يومنا هذا قياساً بسائر مواقعها الأخرى. يُذكر ان قلعة بلقيس أُدرِجَت على قائمة التراث العالمي لمنظمة الأمم المتحدة للتربية والثقافة والعلوم (يونسكو).

## موقعها الجغرافي
تقع قلعة بلقيس التأريخية والمبنية من الطوب في مدينة بلقيس الأثرية على بعد ثلاثة كيلومترات من جنوب غرب مدينة اسفراين الحالية في محافظة خراسان الشمالية. تقع هذه المدينة التي تبلغ مساحتها ما يزيد من 180 هكتاراً تتضمن مجموعة مواقع تأريخية مثل حصن بلقيس الكبير والخندق المحيط به وأبراجه ومرقد الشيخ آذري وخربة معروفة بـ «منارتبه» (المسجد الجامع) ومعمل فخاريات ومخزن ماء وسوق ومحطة نزول القوافل ومبنى مخازن التبريد المشهور.

## بناء القلعة
يرجع بناء قلعة بلقيس إلى 4000 آلاف عام  حيث ان المباني القديمة في مدينة بلقيس التأريخية مشيدة في الأساس من اللبن والطين، لذا فإن قلعتها أي قلعة بلقيس تُعتبَر ثاني أكبر بناء مشيداً من الطين في إيران حيث تم بناؤها وفق فن العمارة الساساني وهي تتكون من 29 برجاً يبلغ ارتفاعها بشكل إجمالي حوال 11 متر وكل برج محاط بخندق قد حُفِرَ حوله.

## تأريخ القلعة
كانت قلعة بلقيس، واستناداً إلى النصوص والمصادر التأريخية، عامرةً ومزدهرةً قبل الإسلام، وفي عام 31 للهجرة فتحه المسلمون. وتشير المكتشفات الأثرية ودراسات علماء الآثار إلى أنّ أقدم سكن بشري في مدينة بلقيس يعود إلى أواخر العهد الساساني وبدايات العصر الإسلامي، وكانت المدينة تنبض بالحياة حتى أواخر الحكم الصفوي، إلا أنه وفي عام 1731 للميلاد، تعرضت اسفراين القديمة (مدينة بلقيس) لهجمات الغزاة الأفغان وطالها الدمار، ممّا جعل أهاليها يبنون مدينة جديدة بالقرب منها. اسفراين وبسبب وقوعها في طريق رئيسي لعبور مختلف الأقوام المهاجرة من وإلى إيران مثل المغول والأزبك والأفغان وفي طيلة القرون الإسلامية، طالتها مراراً وتكراراً يد الاعتداء والهجوم والتدمير من قبل هذه الأقوام، بيد أنها أعادت حياتها وازدهارها السابق، وذلك بفضل جهود أبنائها وأهاليها. هناك من الخبراء من يرون ان حصن بلقيس الكبير في اسفراين يأتي في المرتبة الثانية بعد حصن بم الشهير، والذي تم بناؤه وفقاً للنمط المعماري القائم في العصر الساساني، وكان الطوب من أهمّ المواد الانشائية المستخدمة فيه.

## أعمال التنقيب والآثار المكتشفة في القلعة
إثر أعمال التنقيب التي أُجريَت عام 2007م في مدينة بلقيس، عثر علماء الآثار على فخاريات تشبه الفخاريات المكتشفة في نيشابور (نيسابور) القديمة. هذه الفخاريات التي تشبه إلى حدٍ كبير الأواني الفخارية في كل من مرو وسمرقند، تُعزّز فرضية وجود حضارة في هذه المنطقة في القرن الثاني الهجري. كما يمكن مشاهدة آثار من العمارة الساسانية في القلعة. وخلال الحفر والتنقيب في القلعة تم العثور على أواني خزفية يعود تأريخها إلى العهد الصفوي، ولكن يُعتقَد ان تأريخ القلعة يعود إلى ماقبل الصفويون ولكن تم إعادة بناءها في العهد الصفوي. عند البوابة الشرقية للقلعة توجد مقابر دفن الأموات والتي تدل على ثقافة التدفين في تلك الفترة حيث يمكن مشاهدة قبور واقفة، بالأقبية، مشيَّدة من الآجر، وخلال تأريخها في العهود الإسلامية المختلفة حتى العهد الصفوي، هناك قبور تعود للمسيحين النسطوريين. بالإضافة إلى ذلك فقد تم اكتشاف الكثير من الآثار النفيسة في القلعة ومنها الأواني الخزفية الزرقاء والبيضاء التي تعود للعهد الصفوي وخزف نيشابور، مسكوكات مضروب عليها اسم نوح الساماني، قطعات صغيرة تستعمل للعب والتسلية، تماثيل خزفية، كل ذلك دلالة على قِدَم وأهمية القلعة على مر العصور، حيث تم نقل جميع المكتشفات إلى متحف بجنورد للحفاظ عليها. اما في النطاق الداخلي لجدران مدينة بلقيس توجد العديد من الآثار القديمة مثل قبر الشاعر الشيخ آذري والسوق التراثي والأزقة القديمة، وكذلك تل منار الذي يرجح البعض أنه كان في قديم الأيام مسجداً وداراً للإمارة، وأيضاً هناك نزل يعود تأريخه إلى العصر التيموري حيث يقع غربي المدينة، إضافةٍ امخزن قديم للمياه.

## طالع ايضاً
- قلعة رودخان
- قلعة ألموت
- قلعة فلك الأفلاك